# فلای ۶یکس
فلای ۶یکس (به انگلیسی: Fly 6ix) یک شرکت هواپیمایی است که در ۲۰۱۰ میلادی تأسیس شده و در ۲۰۱۱ فعالیتش را آغاز کرده‌است. دفتر مرکزی فلای ۶یکس در فری‌تاون، سیرالئون واقع شده‌است و قطب این شرکت هواپیمایی در فرودگاه بین‌المللی لونگی قرار دارد و به ۴ مقصد، پرواز انجام می‌دهد.